# Jeff Andrews
Jeff Michael Andrews (født 20. januar 1960 i Baltimore, Maryland - død 14. marts 2019 i New York City, New York, USA) var en amerikansk bassist og lærer.
Andrews hørte til eliten af fusion´s bassister i 1980´erne og 1990´erne. Han har spillet med Blood, Sweat & Tears, Michael Brecker, Mike Stern, Randy Brecker, Steps Ahead, Wayne Shorter, Frank Gambale, Dennis Chambers, Bob Berg, Herbie Hancock, Gil Evans, Larry Coryell, Bob Mintzer, Peter Erskine, Steve Smith, Special EFX, Vital Information etc. Andrews underviste graduerede fra Dulaney High og Peabody Conservatory. Han underviste senere som lærer i bas på Manhattan School of Music, The New School, og City College. Han var inspireret af Jaco Pastorius, men tilførte sin jazzstil rock inspiration, og var både en fremragende akkompagnatør og solist, med en god solid teknik og base. Andrews døde pludseligt d. 14 marts af et hjertestop, efter længere tids lungebetændelse i New York City. Han opnåede at få 2 Grammy Awards for indspilninger han var med på.

## Udvalgt Diskografi
- I Remember Jaco (1991) - med Bob Mintzer, Peter Erskine og Michael Formanek
- Easier Said than done (1992) - med Vital Information
- Ray of Hope (1996) - med Vital Information
- Where we came from (1998) - med Vital Information

## Eksterne Henvisninger
- om Jeff Andrews på www.legacy.com
- om Jeff Andrews